# Jean van der Bruggen
Pour les articles homonymes, voir van der Bruggen.
Jean van der Bruggen ou Joannes van der Brugghen, né en 1639 à Bruxelles et mort vers 1740 à Anvers, est un graveur en manière noire, éditeur et marchand d'estampes originaire des Pays-Bas méridionaux. Il exerça ses différents métiers entre Anvers, Paris et Vienne.

## Biographie
Les différentes graphies de son nom rendent difficiles sa biographie. Johannes van der Brugghen, Joan van der Bruggen ou Vander-Bruggen, quoi qu'il en soit, le point de départ reste cette gravure imprimée en 1689 à Paris (ci-contre) par ses soins et qui indique dans le pourtour du médaillon qu'il est « âgé de quarante ans et né à Bruxelles », ce qui rend probable une date de naissance située entre 1648 et 1649. Cette gravure a été imprimée avec, en dessous, un poème inspiré de Jean de La Fontaine.
Élève d'Antoine Goubeau, il devient membre de la Guilde de Saint-Luc en 1679.
Vendant des dessins et des gravures, il ouvre boutique dans la capitale française en 1681 rue Saint-Jacques à l'enseigne du « Grand Magazin d'ymages », juste en face de la rue de la Parcheminerie et à côté de « la vieille poste ». Graveur lui-même, il se spécialise en manière noire. Il traduit des tableaux de Nicolas de Largillierre, Pierre Mignard, David Teniers le Jeune (en grande majorité), Antoine van Dyck, et peut-être quelques motifs de sa composition.
Arnold Houbraken rapporte qu'il l'a rencontré en 1682 à Anvers exhibant dans des cabarets le jeune dessinateur Raymond Lafage, un prodige capable de restituer en deux heures sur une feuille de papier, de mémoire, n'importe quel motif historique ou mythologique. De fait, Van der Bruggen et Lafage se rencontrent quelque temps plus tôt à Paris. Le marchand souhaite composer un album gravé contenant les œuvres de Lafage, dont la notoriété grossissait. Dès 1683, une première gravure est vendue dans l'échoppe, un dessin traduit par Franz Ertinger. Mais Lafage meurt fin 1684, et l'album n'est publié qu'en 1689, réunissant en tout une centaine de pièces gravées. Deux éditions paraissent, l'une à Paris, l'autre à Amsterdam chez Gérard Valck (il existe aussi un retirage chez Jacob Yntema en 1785). On peut penser que Bruggen a été le premier grand collectionneur de Lafage, et que par la suite, Pierre Crozat, entre autres, se fournissaient chez lui.
On ignore quand il quitte Paris mais la guerre de Succession d'Espagne jette un grand trouble politique : on perd un temps trace de Van der Bruggen pour le retrouver à Vienne où sa signature apparaît en bas de gravures en 1714. Cartographie, portraits de princes et d'artistes (tels Jacob van Schuppen, arrivé à Vienne en 1720) — mais on constate des dates de tirages de ses plaques beaucoup plus tardives (1717-1740). Une date de décès postérieure à 1740 paraît hautement improbable.

## Liste de gravures en manière noire

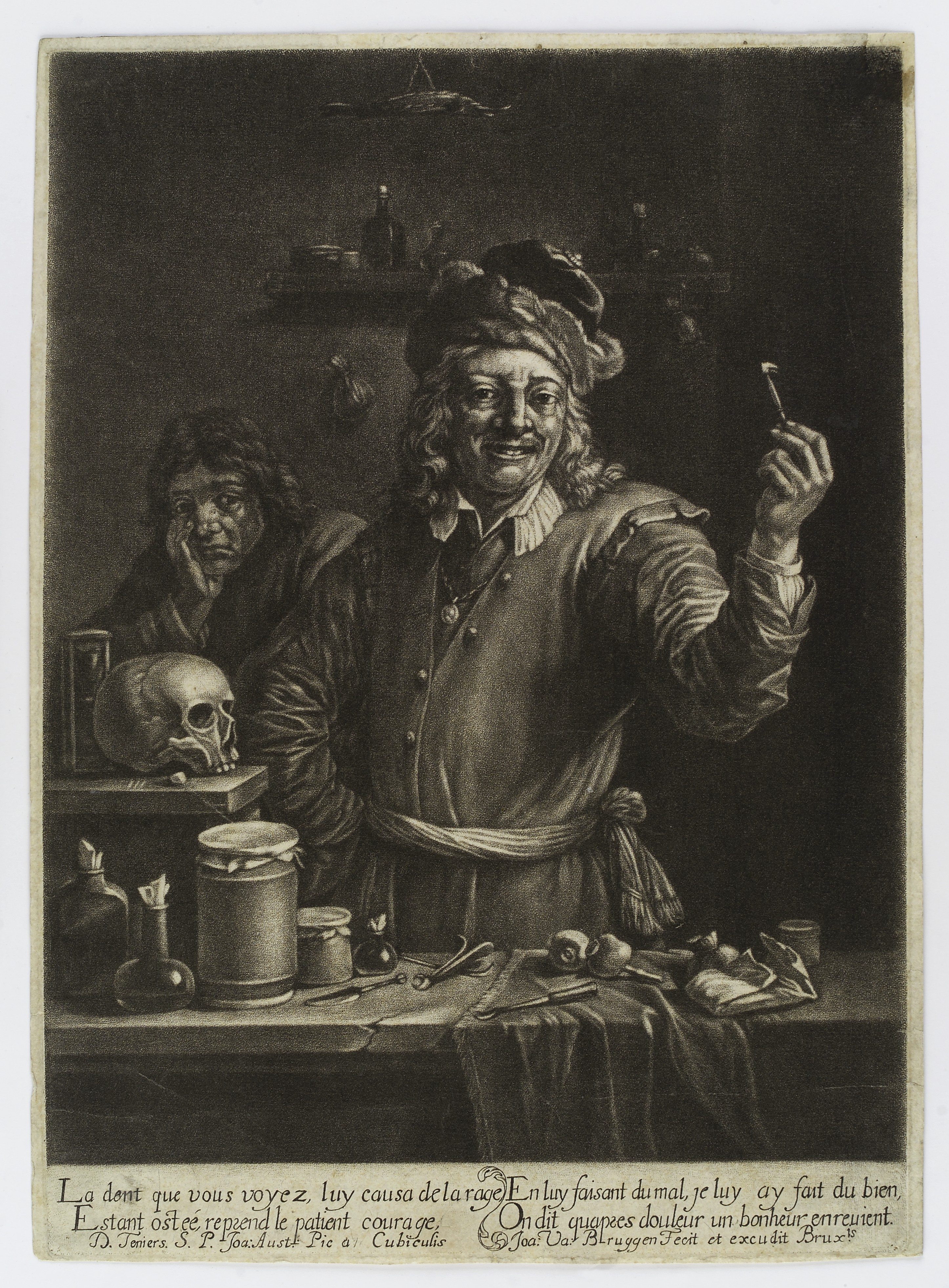
Le Dentiste d'après Téniers, gravure exécutée à Bruxelles (sans date).

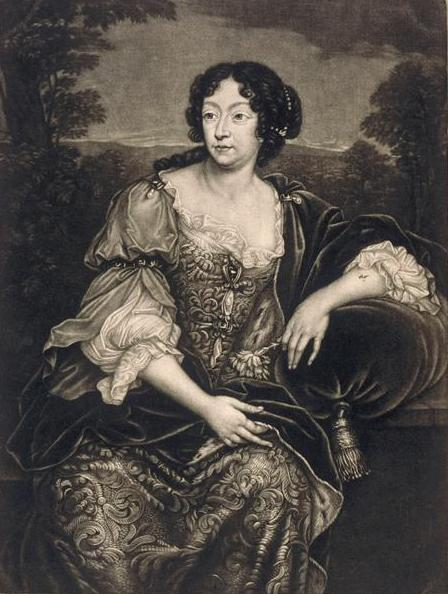
Isabelle d'Orléans d'après Mignard (sans date).

Certaines des planches suivantes comportent le monogramme « IVB », « JVB » ou « VB » inscrit dans le motif.

### Estampes supposées bruxelloises (avant 1681) et d'Amsterdam (après 1690)
- Jan Uytenbogaert (De goudweger) d'après Rembrandt[5]
- Portrait en médaillon de Humbert de Precipiano d'après Lancelot Volders
- Innocentius XI Odescalchus d'après Ferdinand Voet
- Homme ivre se moquant d'une jeune femme endormie d'après Frans van Mieris l'Ancien
- D'après David Teniers le Jeune[2] :
  - [Le Dentiste] La Dent que vous voyez luy causa de la rage... [Bruxelles]
  - Le fils des Teniers faisant des bulles de savon
  - Paysanne jouant de la cithare
  - L'Oreille m'est charmée au chant de ma bergère...
  - Le Viel Homme avare
  - Le Chirurgien de village
  - Joueurs de cartes, buvant et fumant
  - Femme endormie à sa table
  - Vieille femme avec verre et bouteille
  - La Peseuse d'or
  - Hommes réunis dans une auberge autour de joueurs de cartes
  - Un homme avec un verre et un homme avec une cruche

### Estampes parisiennes (1681-1689)
- Portrait en médaillon de Louis XIV (1681)[6]
- Portrait de Nicolas Barbaud, seigneur de Grandvillars d'après Largillierre (1682)[7]
- Isabelle d'Orléans, duchesse de Guise d'après Mignard [Paris, chez Bruggen]
- Mary Villiers, duchesse de Richmond et Lennox d'après Van Dyck (1682)[8]
- Antoine van Dyck d'après Van Dyck (1682)[8]
- Portrait de Madame Osorio Velasco d'après Largillierre (1682)[9]
- Pierre repentant sur un rocher entouré d'arbres et de fumée [d'après Lafage ?][2]
- Philip Thomas Howard d'après François Duchatel (1685)[8]
- Triomphe des libérateurs de la Hongrie de la servitude des Turcs (allégorie) inspiré de Romeyn de Hooghe (1688)
- Jean van der Bruggen d'après Largillierre (1689)
- Les Fumeurs d'après Adriaen Brouwer, gravé avec Gérard Audran [ou Jean ?][10]
- Femme de qualité s'habillant pour Coure le Bal

### Estampes viennoises
- Jacob van Schuppen reçu à l'Académie de Vienne (1714)[2]
- Charles VI d'après Jacob van Schuppen[2]
- Belgradi seu Albe Graecae vera et nova delineatio... [carte de Belgrade fortifiée] d'après Joannes Christoph (1717)[11]

### Motif original, peintre et lieu indéterminés
- Scène de taverne[12]
- Cupidon et Psyché sur un canapé[2]
- Homme et femme dans la confidence[2]
- Fermier [du Groninge] portant un panier de volailles[2]
- Het bordeel (scène de bordel)
- Une femme avec une cruche et un homme lisant une lettre
- Un homme avec une mandoline et une femme tenant une lettre
- Homme assis avec grand verre
- Homme grimaçant assis sur chaise et tenant un grand verre
- Un homme portant une cruche et un homme qui fume
- Homme portant une cruche et un verre et femme tenant une lettre

## Album
- Recueil des Meilleurs Desseins de Raymond La Fage, regroupant 103 pièces dont cinquante-sept traductions de dessins de Lafage en gravures, auquel six graveurs contribuent : Gérard Audran, Gérard Edelinck, Franz Ertinger, Charles Simonneau, Cornelis Vermeulen, Claude Auguste Berey, Paris, Chez Bruggen, 1689.